# LXXXXVII Korpus Armijny (III Rzesza)
LXXXXVII Korpus Armijny (niem. LXXXXVII. Armeekorps) – jeden z niemieckich korpusów armijnych, z okresu II wojny światowej.
Utworzony 28 sierpnia 1944 roku na terytorium okupowanych Włoch. Jego celem było zwalczanie partyzantki i walka z wojskami aliantów zachodnich. Na początku maja 1945 roku oddał się do niewoli armii jugosłowiańskiej.

## Dowódca korpusu
- gen. Ludwig Kübler[2]

## Struktura organizacyjna
Skład 7 maja 1945 roku 
- 237 Dywizja Piechoty
- 392 Dywizja Piechoty (chorwacka)
- 188 Dywizja Górska